# Божена Черна
Божена Ядвіга Черна (нар. 1952) — польський астроном, професорка, співредакторка науково-популярного журналу «Уранія — Прогрес астрономії» (1989—1992), президент Польського астрономічного товариства (2011—2013).

## Біографія
Народилася 15 жовтня 1952 року в Клодзко. У 1974 році закінчила факультет фізики у Варшавському університеті. 1984 здобула ступінь доктора філософії з астрофізики, 1989 року зробила габілітацію, 1996 року стала професором. Багато років працювала асистентом, доцентом і професором Астрономічного центру імені Миколая Коперника Польської академії наук у Варшаві. З 2015 року працює в Центрі теоретичної фізики Польської академії наук.
Її дослідження стосуються структури та еволюції активних ядер галактик, чорної діри Стрілець А* в центрі Чумацького Шляху, рентгенівських джерел, гамма-спалахів, космології. Вона очолювала групу, яка аналізувала методи визначення маси чорних дір.
Божена Черні є співзасновницею групи дослідників активних ядер галактик і членом Ради Національного наукового центру. В 1989—1992 роках була співредакторкою науково-популярного журналу «Уранія — Прогрес астрономії». У 2011—2013 роках була президентом Польського астрономічного товариства.

## Нагороди
- Премія Європейського астрономічного товариства імені Лодевека Волтьє (2022) за внесок у розуміння фізики акреційних дисків і областей широких емісійних ліній в активних ядрах галактик, а також дослідження обмежень космологічної моделі та темної енергії[14].

## Виноски
1. ↑  ORCID Public Data File 2020 — 2020. — doi:10.23640/07243.13066970.V1
2. 1 2 3  Nauka Polska
3. ↑  ORCID Public Data File 2020 — 2020. — doi:10.23640/07243.13066970.V1
4. ↑  https://nauka-polska.pl/#/profile/research?id=285733
5. ↑  https://nauka-polska.pl/#/profile/research?id=221730
6. ↑  https://nauka-polska.pl/#/profile/research?id=47043
7. ↑  https://nauka-polska.pl/#/profile/research?id=97736
8. ↑  https://nauka-polska.pl/#/profile/research?id=15014
9. ↑  https://nauka-polska.pl/#/profile/research?id=63698
10. ↑  https://nauka-polska.pl/#/profile/research?id=63700
11. ↑  CV Bożeny Czerny
12. ↑  Badacze "zważyli" czarną dziurę i odważają się przyznać: coś tu nie gra. naukawpolsce.pap.pl. 11 lutego 2016.
13. ↑  Historia Uranii, Urania – Postępy Astronomii
14. ↑  European Astronomical Society 2022 Prizes (PDF). eas.unige.ch (англ.).